# Marinha do Brasil

Flaga Brazylijskiej Marynarki Wojennej

Marinha do Brasil – marynarka wojenna Brazylii odpowiedzialna za prowadzenie operacji morskich na Atlantyku, istnieje od uzyskania przez kraj niepodległości od Portugalii w 1822.
W 2012 roku posiadła około 100 okrętów i 85 statków powietrznych.  W 2000 roku odkupiono od Francji lotniskowiec „Foch” (wszedł do służby jako „São Paulo”), a główne okręty stanowiło sześć brytyjskich fregat typu Niterói i pięć niemieckich okrętów podwodnych typu 209. Dawniej marynarka wykorzystywała także lotniskowiec typu Colossus oraz cztery amerykańskie fregaty typu Garcia. W 2011 roku w Brazylii rozpoczęto budowę pierwszego z czterech nowych okrętów podwodnych typu Scorpène, w 2012 zakupiono też trzy wyprodukowane w Wielkiej Brytanii duże patrolowce typu Port of Spain. 
W ubiegłych latach ze służby wycofano dwie fregaty rakietowe typu 22: w 2004 roku „Dodswortha”, a w 2015 roku „Bosísio”, a w 2016 i 2017 dwie korwety rakietowe typu Inhaúma. Z powodu braku funduszy na remont w 2017 roku podjęto decyzję o wycofaniu ze służby lotniskowca A12 São Paulo do 2020. W jego miejsce pozyskano 20-letni ex-brytyjski śmigłowcowiec HMS „Ocean”, na którym banderę podniesiono 29 czerwca 2018 pod nazwą PHM (Porta-Helicópteros Multipropósito) Atlântico (A140).

## Historia

### XIX wiek
Marynarka Brazylii została utworzona na początku XIX wieku z pomocą metropolii kolonialnej – Portugalii, gdy portugalska rodzina królewska przeniosła się do Brazylii, tworząc Zjednoczone Królestwo. Następnie Brazylia ogłosiła w 1822 roku niepodległość jako Cesarstwo Brazylii. W połowie XIX wieku miała silną jak na Amerykę Południową marynarkę składającą się z żaglowych i parowych okrętów wielkości fregat i korwet. Marynarka brazylijska odegrała istotną rolę w wojnie, działając na wielkich rzekach podczas wojny z Paragwajem w latach 1865-1870, poczynając od bitwy u ujścia Riachuelo na Paranie. Potrzeba walki z umocnieniami paragwajskimi spowodowała, że Brazylia nabyła lub zbudowała do końca wojny aż 11 przybrzeżnych okrętów pancernych (w tym pięć zamówionych pierwotnie w Europie przez Paragwaj) i sześć monitorów rzecznych typu Para.
Po wojnie paragwajskiej flota zyskała duży prestiż, lecz budowano niewiele nowych okrętów. Do czasu obalenia cesarstwa i proklamowania republiki w 1889 roku wzbogaciła się o dwa pełnomorskie pancerniki wieżowe („Riachuelo” i „Aquidaban”), trzy pancerniki przybrzeżne i nieliczne mniejsze okręty, w tym torpedowce. Na początku lat 90. zbudowano pierwsze nieliczne krążowniki pancernopokładowe. Reputację floty podważył jej zbrojny bunt antyrządowy w latach 1893–94, zakończony stłumieniem. Po nim w połowie lat 90. zamówiono z większych okrętów tylko dwa niewielkie pancerniki obrony wybrzeża typu Deodoro i jeden krążownik.

### Lata 1900–1945
Dopiero w 1904 roku, w związku ze wzbogaceniem kraju, Brazylia uchwaliła nowy program rozbudowy floty. W jego wykonaniu przede wszystkim zbudowano w 1910 roku w Wielkiej Brytanii dwa pancerniki najnowszej generacji drednotów typu Minas Gerais, na krótko będąc najpotężniejszymi okrętami tej klasy na świecie. Zbudowano też w Europie dwa szybkie krążowniki zwiadowcze typu Bahia, dziesięć niszczycieli (typu Para) i trzy okręty podwodne. Pociągnęło to za sobą regionalny wyścig zbrojeń i wzmocnienie marynarki argentyńskiej i następnie chilijskiej.
22 listopada 1910 roku doszło do kilkudniowego buntu na pokładach głównych okrętów, z powodów społecznych i ekonomicznych, który znowu przyhamował rozwój marynarki. Zrezygnowano wówczas z trzeciego, jeszcze większego pancernika, który sprzedano na etapie budowy. Brazylia początkowo była neutralna podczas I wojny światowej, lecz pod jej koniec 24 października 1917 roku przyłączyła się do wojny po stronie ententy. Jej krążowniki i niszczyciele operowały u wybrzeży północno-zachodniej Afryki, a pancerniki miały być wysłane do Wielkiej Brytanii, ale nie ukończyły remontu przed końcem wojny. Liczebność marynarki po wojnie sięgnęła 10 tysięcy ludzi.
Po I wojnie światowej w marynarce Brazylii zaczęły odciskać się amerykańskie wpływy szkoleniowe i organizacyjne. W latach 20. z bardziej wartościowych okrętów zakupiono jednak tylko niszczyciel z demobilu brytyjskiego oraz zbudowany we Włoszech okręt podwodny „Humaita”. Najsilniejszą flotą w Ameryce Południowej stała się wówczas marynarka Argentyny, mimo to plany wypożyczenia Brazylii sześciu starszych niszczycieli amerykańskich w 1937 roku spotkały się z protestem Argentyny przeciw naruszaniu równowagi sił. Dopiero pod koniec lat 30. Brazylia zakupiła trzy mniejsze okręty podwodne w zamian za wycofane stare, oraz podjęła budowę we własnych stoczniach sześciu niewielkich stawiaczy min i trzech niszczycieli typu Marcílio Dias według projektu amerykańskiego, ukończonych podczas II wojny światowej. Zamówiono także w Wielkiej Brytanii sześć niszczycieli typu H, nie dostarczonych jednak z powodu wybuchu wojny. Zamiast nich Brazylia podjęła budowę sześciu niszczycieli typu Acre, ukończoną dopiero po wojnie.
31 sierpnia 1942 roku Brazylia przystąpiła do II wojny światowej po stronie aliantów. Jej marynarka była używana głównie do patrolowania i eskorty konwojów na południowym Atlantyku, ale także brała udział w kampanii afrykańskiej i włoskiej. Do 1943 roku USA przekazały jej 16 ścigaczy okrętów podwodnych typów PS i SC, a w latach 1944-45 osiem niszczycieli eskortowych typu DET. Największą stratą był stary krążownik „Bahia”, który zatonął na skutek wybuchu 4 lipca 1945 roku.

### Po II wojnie światowej
Po wojnie, dzięki okrętom nabytym od sojuszników i nowo zbudowanym niszczycielom, marynarka Brazylii zrównała się z marynarką Argentyny. W 1951 roku Brazylia kupiła dwa amerykańskie krążowniki lekkie typu Brooklyn budowy przedwojennej (takie same pary okrętów nabyły w tym czasie też Argentyna i Chile). W 1956 roku Brazylia jako pierwsza w Ameryce Południowej nabyła od Wielkiej Brytanii lotniskowiec: „Minas Gerais” (typu Colossus), z tym że osiągnął on gotowość po modernizacji w połowie lat 60, nieco później po argentyńskim „Independencia”. 

## Okręty
Lotniskowce (1)

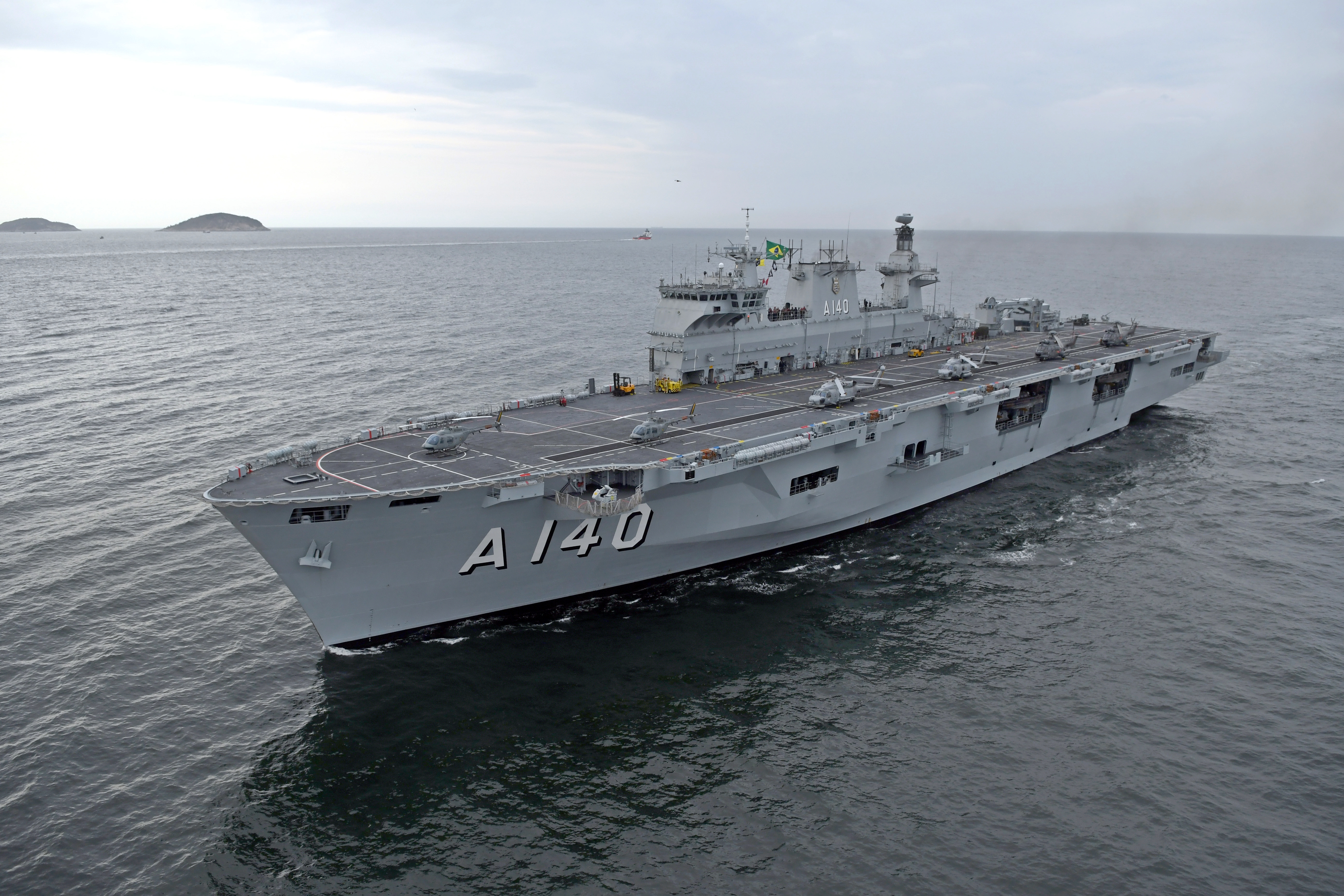
Atlântico (A140)

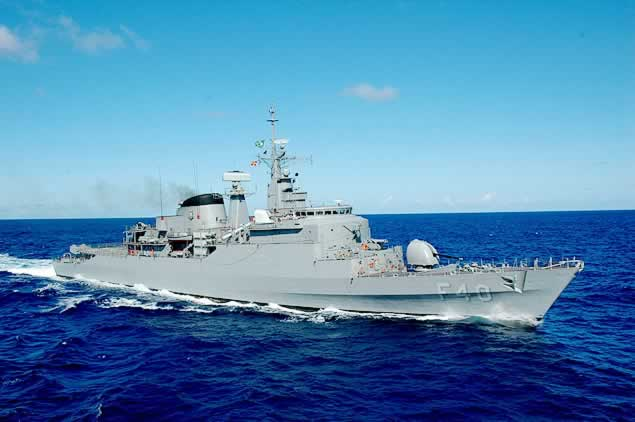
Niterói (F40)

- Lotniskowiec (śmigłowcowiec) „Atlântico” (A140)

Fregaty (6)
- Fregaty rakietowe typu Niterói (6)

Okręty podwodne (5)
- Okręty podwodne typu 209/1400

Korwety (3)
- Korwety rakietowe typu Inhaúma (2)
- Korwety rakietowe typu Barroso (1)

Okręty desantowe (4)
- Okręt desantowy typu Newport (1)
- Okręty desantowe typu Round Table (2)
- Okręty desantowe typu Foudre (1)

Niszczyciele min (6)
- Niszczyciele min typu Aratu

Okręty patrolowe (40)
- Okręty patrolowe typu Amazonas (3)
- Okręty patrolowe typu Macaé (3)
- Korwety typu Imperial Marinheiro (1)
- Okręty patrolowe typu Port of Grajaú (12)
- Okręty patrolowe typu Marlin (6)
- Niszczyciele min typu River (4)
- Okręty patrolowe typu Roraima (3)
- Okręty patrolowe typu Pedro (2)
- Okręty patrolowe typu Cape (6)

## Aviação Naval Brasileira (lotnictwo morskie)
| Samolot                       | Typ                       | Wersja         | Oznaczenie   | Liczba | Uwagi |
| ----------------------------- | ------------------------- | -------------- | ------------ | ------ | --- |
| McDonnell Douglas A-4 Skyhawk | samolot szturmowy         | A-4KU TA-4KU   | AF-1B AF-1C  | 18 3   | W 1998 od Kuwejtu odkupiono 23 sztuki (poamerykańskie A-4M), lokalnie Falcão. Embraer zmodernizuje dziewięć AF-1B i trzy AF-1C do wersji A-4BR. 26 lipca 2016 roku zderzyły się dwa samoloty AF-1B, jeden został uszkodzony, a drugi – utracony. Wycofane jako samoloty pokładowe wraz z lotniskowcem „São Paulo”. |
| Grumman C-1 Trader            | samolot transportowy      | C-1A           | KC-2         | 0      | W 2010 odkupiono 6 sztuk (2 kolejne na części) do zaopatrywania lotniskowca, 4 modernizowane do wersji latającej cysterny KC-2 Turbo Trader z nowymi silnikami, dostawy 2018-2019. Wycofane jako samoloty pokładowe wraz z lotniskowcem „São Paulo”.                                                               |
| Sikorsky SH-3 Sea King        | śmigłowiec ZOP/SAR        | SH-3D ASH-3H   | SH-3D SH-3A  | 4 3    | |
| Westland Lynx                 | śmigłowiec ZOP            | Mk.21 Mk.21A   | AH-11 SAH-11 | 8 4    | |
| Sikorsky SH-60 Seahawk        | śmigłowiec ZOP            | S-70B          | MH-16        | 6      | |
| Eurocopter Ecureuil           | śmigłowiec użytkowy       | HB 350B HB 355 | UH-12 UH-13  | 19 9   | Wersja jedno- i dwusilnikowa AS350/AS355, lokalna nazwa Esquilo. |
| Eurocopter Super Puma         | śmigłowiec wielozadaniowy | AS332F1        | UH-14        | 5      | |
| Eurocopter Cougar             | śmigłowiec wielozadaniowy | AS532          | UH-14        | 2      | |
| Eurocopter EC725 Super Cougar | śmigłowiec wielozadaniowy | EC725          | UH-15        | 1      | zamówiono 15 |
| Bell 206                      | śmigłowiec szkolny        | 206B3          | IH-6B        | 17     | |